# Vijvers van Bellefroid
De vijvers van Bellefroid is een natuurdomein in de Belgische stad Leuven, dat bestaat uit twee vijvers ten noorden van Wilsele langs het Kanaal Leuven-Dijle. Het domein is 21 hectare groot.

## Geschiedenis
Léonard Bellefroid was eind 19de eeuw in Zonhoven met zijn echtgenote begonnen met het uitgraven van visvijvers. Rond 1930 breidde hij uit naar de vijvers van de Abdij van Park, waarvan de vijvers te huur stonden. Samen met zijn zonen Antoon en Basiel kocht hij in de vallei van de Dijle moerasgronden aan om er visvijvers van te maken of huurde en werkte hij in opdracht om bestaande vijvers verder uit te baggeren. Antoon en Basiel Bellefroid groeven in 1948 de vijvers van Wilsele uit en richtten ook deze in voor de viskweek. Op de oevers werden canadapopulieren geplant voor houtverkoop. De viskweek stopte in 1980. De jaren voordien kende het bedrijf ook vervuilingsproblemen omdat het Deegwarenbedrijf Coppens, de opvolger van de Remyfabriek in Wijgmaal, enkele jaren lang fabrieksafval loost op de Leibeek, die de afwatering van het Wijgmaalbroek regelt en de vijvers van Bellefroid van water voorziet.
De vijvers bleven private kweekvijvers voor vissen - voornamelijk karpers - tot eind 2019, wanneer de stad Leuven eigenaar van het domein werd. In mei 2020 opende de stad het domein als natuurgebied. Wandelaars kunnen enkel rond de zuidelijke vijver wandelen; de noordelijke vijver blijft afgesloten om de natuur te beschermen. Eind 2021 bleek uit bodemonderzoek dat de noordelijke vijver vervuild is met lood, cadmium, kwik en olie in het slib.